# Porto do Son
Porto do Son település Spanyolországban, A Coruña tartományban.  Lakosainak száma 9064 fő (2024).

## Népesség
A település népessége az utóbbi években az alábbiak szerint változott:
| Lakosok száma | 10 212 | 10 039 | 10 025 | 9867 | 9847 | 9571 | 9386 | 9171 | 9155 | 9064 |
|               | 2001   | 2004   | 2006   | 2009 | 2011 | 2014 | 2016 | 2019 | 2021 | 2024 |